# Amour et mort à Long Island
Pour plus de détails, voir Fiche technique et Distribution.
Amour et mort à Long Island (titre original : Love and Death on Long Island) est un film britannico-canadien réalisé par Richard Kwietniowski en 1997 et sorti l'année suivante, sur un scénario de Gilbert Adair (d'après son roman) et du réalisateur.

## Synopsis
Giles De'Ath, un écrivain anglais veuf qui déteste ce qui est moderne, part à Long Island pour y retrouver Ronnie Bostock, un acteur secondaire d'un film, Jours à la fac, qu'il a vu par hasard et qui le fascine.
Le roman de Gilbert Adair, dont le film est l'adaptation, s'inspire librement de la nouvelle de Thomas Mann, La Mort à Venise, et du film de Luchino Visconti, Mort à Venise. Gilbert Adair est l'auteur d'un essai sur l'un des principaux personnages de la nouvelle et du film : The Real Tadzio (2001).[réf. nécessaire]

## Distribution
- John Hurt : Giles De'Ath
- Jason Priestley : Ronnie Bostock
- Fiona Loewi : Audrey
- Sheila Hancock : Mrs. Barker
- Harvey Atkin : Lou
- Gawn Grainger : Henry